# IAAF World Combined Events Challenge
The World Athletics Combined Events Tour (formerly IAAF Combined Events Challenge and World Athletics Challenge – Combined Events) is an annual series of combined track and field events meetings, organised since 1998 by World Athletics, with heptathlon for women and decathlon for men. The winners are decided by totalling the number of points that the athletes have scored in each of three combined events competitions during the season. Points scored are determined by the World Athletics combined events scoring tables. The series includes annual independent combined events meetings as well as championship level combined events competitions, such as the World Athletics Championships and Olympic Games. It is the premier seasonal competition for decathletes and heptathletes, as combined events are not held for the Diamond League. 

## Competições do Challenge
| \| Meeting \| Data \| Local \| \| ------------------------ \| ---------------- \| ------------------------ \| \| Multistars \| Começo de Maio \| Desenzano, Italia \| \| Hypo-Meeting \| Final de Maio \| Götzis, Austria \| \| Meeting International \| Começo de Junho \| Arles, França \| \| TNT - Fortuna Meeting \| Meio de Junho \| Kladno, Republica Tcheca \| \| Erdgas Mehrkampf-Meeting \| Meio de Julho \| Ratingen, Alemanha \| \| Décastar \| Meio de Setembro \| Talence, França \| | - Atletismo nos Jogos Olímpicos - Campeonato Mundial de Atletismo - Jogos Pan-Americanos - Jogos da Francofonia - Jogos do Mediterrâneo - Universíada - Campeonatos Africanos de Atletismo - Campeonato Asiático de Atletismo - Campeonatos da Europa de Atletismo - Copa Europeia de Provas combinadas - Campeonato Ibero-americano de Atletismo - NACAC Campeonato America Central e Norte de provas combinadas - Campeonato de provas combinadas da Oceania - Campeonato Americano Outdoor |                          |
| Meeting | Data | Local                    |
| Multistars | Começo de Maio | Desenzano, Italia        |
| Hypo-Meeting | Final de Maio | Götzis, Austria          |
| Meeting International | Começo de Junho | Arles, França            |
| TNT - Fortuna Meeting | Meio de Junho | Kladno, Republica Tcheca |
| Erdgas Mehrkampf-Meeting | Meio de Julho | Ratingen, Alemanha       |
| Décastar | Meio de Setembro | Talence, França          |

## Resultados

### Homens
| Year | Ouro                             | Ouro  | Prata                              | Prata | Bronze                         | Bronze |
| ---- | -------------------------------- | ----- | ---------------------------------- | ----- | ------------------------------ | ------ |
| 1998 | Erki Nool · Estónia              | 25967 | Jón Arnar Magnússon · Islândia     | 25708 | Roman Šebrle · Chéquia         | 25604  |
| 1999 | Tomáš Dvořák · Chéquia           | 26476 | Roman Šebrle · Chéquia             | 25184 | Chris Huffins · Estados Unidos | 25067  |
| 2000 | Erki Nool · Estónia              | 26089 | Tomáš Dvořák · Chéquia             | 26018 | Roman Šebrle · Chéquia         | 25591  |
| 2001 | Tomáš Dvořák · Chéquia           | 25943 | Erki Nool · Estónia                | 25839 | Lev Lobodin · Rússia           | 25044  |
| 2002 | Roman Šebrle · Chéquia           | 26301 | Tom Pappas · Estados Unidos        | 25506 | Lev Lobodin · Rússia           | 25179  |
| 2003 | Tom Pappas · Estados Unidos      | 26119 | Roman Šebrle · Chéquia             | 26047 | Laurent Hernu · França         | 24244  |
| 2004 | Roman Šebrle · Chéquia           | 25952 | Bryan Clay · Estados Unidos        | 25602 | Dmitriy Karpov · Cazaquistão   | 25336  |
| 2005 | Roman Šebrle · Chéquia           | 25381 | Bryan Clay · Estados Unidos        | 25199 | Attila Zsivóczky · Hungria     | 25185  |
| 2006 | Dmitriy Karpov · Cazaquistão     | 25145 | Roman Šebrle · Chéquia             | 25029 | Attila Zsivóczky · Hungria     | 24950  |
| 2007 | Roman Šebrle · Chéquia           | 25261 | Maurice Smith · Jamaica            | 25220 | Aleksey Drozdov · Rússia       | 24972  |
| 2008 | Andrei Krauchanka · Bielorrússia | 25448 | Leonel Suárez · Cuba               | 25344 | Aleksandr Pogorelov · Rússia   | 24804  |
| 2009 | Trey Hardee · Estados Unidos     | 25567 | Yordanis García · Cuba             | 25231 | Oleksiy Kasyanov · Ucrânia     | 25056  |
| 2010 | Romain Barras · França           | 25063 | Leonel Suárez · Cuba               | 24857 | Jake Arnold · Estados Unidos   | 24627  |
| 2011 | Leonel Suárez · Cuba             | 25172 | Eelco Sintnicolaas · Países Baixos | 24772 | Mikk Pahapill · Estónia        | 24746  |
| 2012 | Hans Van Alphen · Bélgica        | 25259 | Pascal Behrenbruch · Alemanha      | 25117 | Oleksiy Kasyanov · Ucrânia     | 24822  |
| 2013 | Andrei Krauchanka · Bielorrússia | 25084 | Damian Warner · Canadá             | 24890 | Pascal Behrenbruch · Alemanha  | 24768  |

### Mulheres
| Year | Ouro                             | Ouro  | Prata                           | Prata | Bronze                                                           | Bronze |
| ---- | -------------------------------- | ----- | ------------------------------- | ----- | ---------------------------------------------------------------- | ------ |
| 1998 | Urszula Wlodarczyk · Polónia     | 19235 | Irina Belova · Rússia           | 19146 | Remigija Nazarovienė · Lituânia                                  | 19053  |
| 1999 | Eunice Barber · França           | 19880 | Sabine Braun · Alemanha         | 19271 | Irina Belova · Rússia                                            | 19115  |
| 2000 | Sabine Braun · Alemanha          | 19151 | Natalya Roshchupkina · Rússia   | 19127 | Natalya Sazanovich · Bielorrússia · Urszula Wlodarczyk · Polónia | 19047  |
| 2001 | Yelena Prokhorova · Rússia       | 19624 | Natalya Roshchupkina · Rússia   | 19357 | Natalya Sazanovich · Bielorrússia                                | 19264  |
| 2002 | Sabine Braun · Alemanha          | 18987 | Shelia Burrell · Estados Unidos | 18747 | Austra Skujytė · Lituânia                                        | 18570  |
| 2003 | Carolina Klüft · Suécia          | 20295 | Yelena Prokhorova · Rússia      | 19019 | Larisa Netseporuk · Estónia                                      | 18482  |
| 2004 | Carolina Klüft · Suécia          | 20541 | Kelly Sotherton · Reino Unido   | 19072 | Natalya Dobrynska · Ucrânia                                      | 18825  |
| 2005 | Carolina Klüft · Suécia          | 20399 | Eunice Barber · França          | 20388 | Kelly Sotherton · Reino Unido                                    | 19150  |
| 2006 | Carolina Klüft · Suécia          | 20124 | Lyudmila Blonska · Ucrânia      | 19232 | Lilly Schwarzkopf · Alemanha                                     | 19168  |
| 2007 | Lyudmila Blonska · Ucrânia       | 19895 | Jessica Ennis · Reino Unido     | 19256 | Austra Skujytė · Lituânia                                        | 18994  |
| 2008 | Hyleas Fountain · Estados Unidos | 19759 | Tatyana Chernova · Rússia       | 19575 | Nataliya Dobrynska · Ucrânia                                     | 19430  |
| 2009 | Nataliya Dobrynska · Ucrânia     | 19487 | Jennifer Oeser · Alemanha       | 19255 | Hanna Melnychenko · Ucrânia                                      | 19239  |
| 2010 | Tatyana Chernova · Rússia        | 19537 | Jennifer Oeser · Alemanha       | 19303 | Nataliya Dobrynska · Ucrânia                                     | 19110  |
| 2011 | Tatyana Chernova · Rússia        | 20332 | Jennifer Oeser · Alemanha       | 19594 | Nataliya Dobrynska · Ucrânia                                     | 19408  |
| 2012 | Tatyana Chernova · Rússia        | 19717 | Lyudmyla Yosypenko · Ucrânia    | 19520 | Antoinette Nana Djimou Ida · França                              | 19510  |
| 2013 | Hanna Melnichenko · Ucrânia      | 19310 | Brianne Theisen-Eaton · Canadá  | 19158 | Claudia Rath · Alemanha                                          | 19014  |